# Robert Macfarlane
Ne doit pas être confondu avec Robert McFarlane ou Robert Macfarlan.
Pour les articles homonymes, voir Macfarlane.
Robert Mafeking Macfarlane, né le 17 mai 1900 à Christchurch et mort le 2 décembre 1981 dans cette même ville, est un syndicaliste et homme politique néo-zélandais.

## Biographie
Né Robert Mafeking Haynes dans une famille ouvrière, il devient Robert Macfarlane du nom de son beau-père mais est élevé par sa grand-mère. Il ne termine pas son enseignement secondaire et devient ouvrier dans une usine de vêtements, puis chauffeur dans l'industrie du charbon. Syndiqué, il devient un membre très actif du jeune Parti travailliste, qui à cette date est le parti du mouvement syndical et ouvrier. En 1927 il est élu au conseil municipal de Christchurch, puis en 1938 est élu maire de la ville, le plus jeune de son histoire. Il fait bâtir des maisons pour ouvriers retraités grâce à des subsides du gouvernement travailliste de Michael Joseph Savage.
Il entre à la Chambre des représentants comme député de Christchurch-sud à l'occasion d'une élection partielle en juin 1939. En juin 1940 il est soldat volontaire et part à la guerre malgré sa relativement petite taille et son surpoids. Sa santé en pâtit lorsqu'il est déployé au Moyen-Orient, et en 1943 il est rapatrié en Nouvelle-Zélande. Au Parlement, il est reconnu comme un député actif et attentif envers les citoyens de sa circonscription. En 1954 il est fait compagnon de l'ordre de Saint-Michel et Saint-Georges.
À l'issue des élections législatives de 1957, il devient le président de la Chambre des représentants, fonction qu'il occupe uniquement durant la législature 1957-1960 ; il redevient ensuite député travailliste d'arrière-ban. Il ne se représente pas aux élections de 1969 et quitte donc la politique nationale, mais est fait chevalier en 1974 et demeure conseiller municipal à Christchurch jusqu'à sa mort à l'âge de 81 ans.